# Toxorhina trichopyga
Toxorhina trichopyga là một loài ruồi trong họ Limoniidae. Chúng phân bố ở miền Australasia.